# 久下塚青蘭
久下塚 青蘭（くげづか せいらん、1936年〈昭和11年〉3月17日 - 没年不明）は、日本の洋画家。出生名は塚田元輔。「久下田の塚田」を略して「久下塚」とした。「青蘭」は東郷青児から与えられた雅号である。

## 来歴
1936年（昭和11年）3月17日、栃木県芳賀郡久下田町（1954年に町村合併で芳賀郡二宮町になり、2009年に真岡市に編入）に生まれる。養子縁組して塚田貞輔・富美子夫妻の長男となる。資産家の一人息子として育った久下塚は何一つ不自由のない少年時代を過ごした。しかし、陸軍大尉であった父・貞輔が28歳の若さで戦死を遂げた。久下塚が中学2年の時には母の富美子が子供よりも女としての幸せを選んで再婚。久下塚は父母の愛情に満たされずに育った言わばおばあちゃん子であり女中っ子であった。
親戚には医者が多く久下塚もそうなるべきであったが、勉強はさっぱりせずに遊んでばかりいた。ただ絵だけはその頃から夢中になって浸り込める世界であった。
画家になる決心をした久下塚は中学1年の時に上京して東郷青児の内弟子となる。また、宮本三郎にも師事歴がある。武蔵野美術学校、文化学院卒業。フランス、東南アジアなど外遊歴あり。
洋画家としての活動歴は1950年頃からであるが、東郷青児の弟子でありながら二科会には所属せずに個展のみの活動をしており、1960年代半ばには東郷青児そっくりの絵を描いていたものの、やがてその影響から脱却してアンリ・ルソーを思わせる素朴なタッチを見せたり、更に思い切って淡い彩色を用い透明な空間で微かに鈴が触れ合うような世界を描くなど、独自の画風を築き上げ、1970年代には作品が雍仁親王妃勢津子所蔵となる程の画家になっていた。
また、歌手の小椋佳とも親交があり、アルバム『道草』（キティレコード、1976年）のカバー・アートを担当している。
1977年（昭和52年）4月にそれまでの画業の集大成として『久下塚青蘭画集』（後楽出版）が発行される。この画集には肝心の年譜が書かれておらず、詳細な経歴は不明な点が多いが、藤松正憲（当時・足利銀行会長）、東條茂八、荒木秀胤、井原芳夫が序の文を寄せており、これを読めばおおよその経歴が判る。また、活動初期からの作品図版115点（オールカラー）が収録されている。
しかし、東郷青児亡き後の1980年代に入ってからの活動実態が詳らかでなく、いつ亡くなったのかも不明である。
判明していることは、久下塚は後半生は米国ロサンゼルスに拠点を移し、2003年時点では健在だったものの、それ以後に死去したということである。晩年はロサンゼルスで生活していたものの、東京都渋谷区に事務所を構えていたことが判る。
実力派の洋画家だが、後半生の活動実態が詳らかでないこともあり、現在では全く忘却されている。

## 家族
父は陸軍大尉・塚田貞輔。母は富美子。妻とは離婚しており、長女がいる。1977年3月時点で中学2年（1962年度生まれか）。